# Charlevoix County
Charlevoix County ist ein County im Bundesstaat Michigan der Vereinigten Staaten. Der Verwaltungssitz (County Seat) ist Charlevoix. Das U.S. Census Bureau hat bei der Volkszählung 2020 eine Einwohnerzahl von 26.054 ermittelt.

## Geographie
Das County liegt fast im äußersten Norden der Unteren Halbinsel von Michigan, grenzt im Osten an den Michigansee, einem der 5 großen Seen, und hat eine Fläche von 3602 Quadratkilometern, wovon 2522 Quadratkilometer Wasserfläche sind. Es grenzt im Uhrzeigersinn an folgende Countys: Emmet County, Cheboygan County, Otsego County, Antrim County sowie auf dem Michigansee an Leelanau County, Schoolcraft County und Mackinac County.

## Geschichte
Charlevoix County wurde 1869 aus Teilen des Antrim County, Emmet County und des Otsego County gebildet. Benannt wurde es nach Pierre François Xavier de Charlevoix, einem französischen Jesuiten-Missionar.
24 Bauwerke und Stätten des Countys sind insgesamt im National Register of Historic Places eingetragen (Stand 22. November 2017).

## Demografische Daten

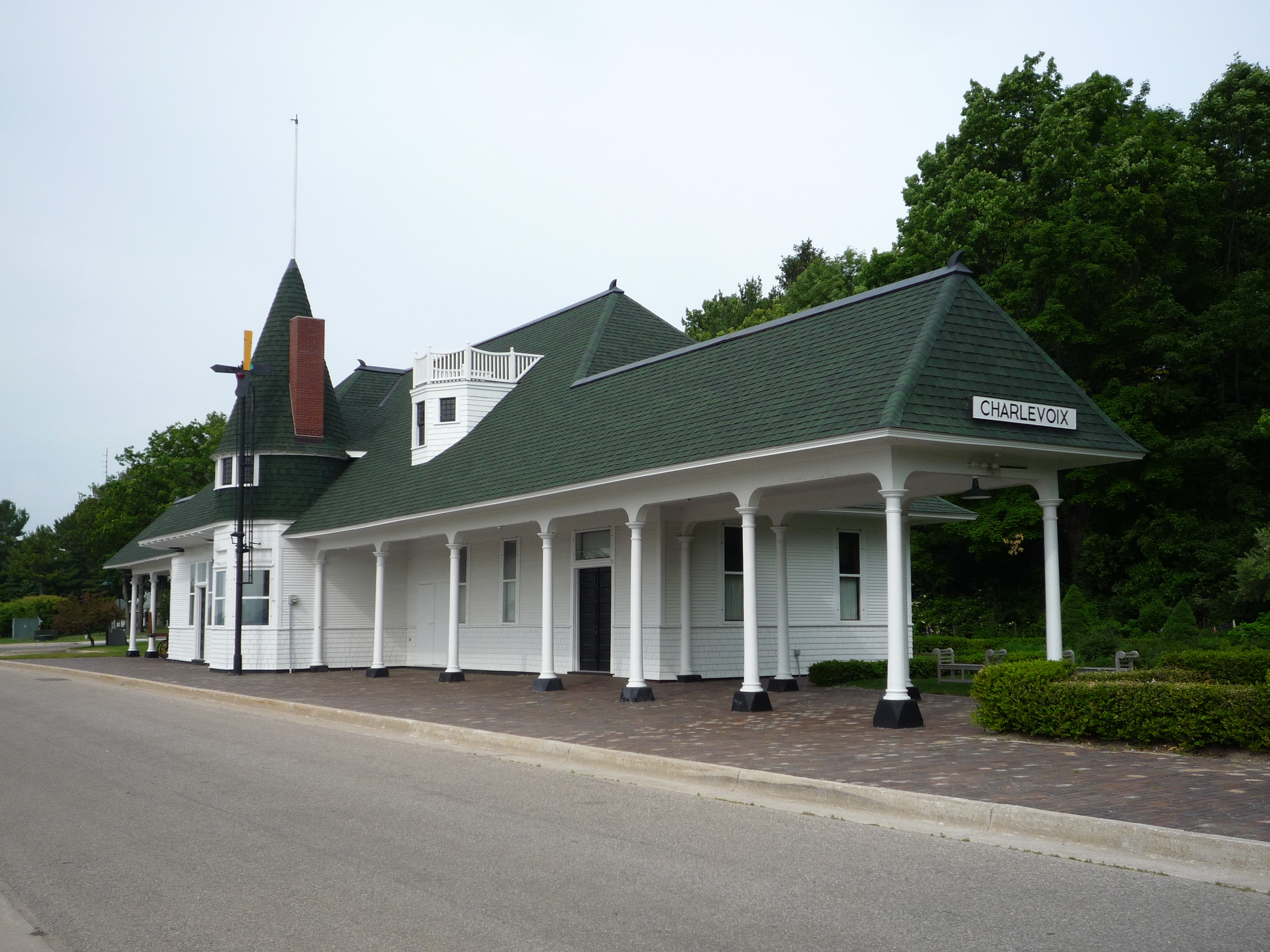
Ehemalige Charlevoix Railroad Station, gelistet im NRHP mit der Nr. 95001393

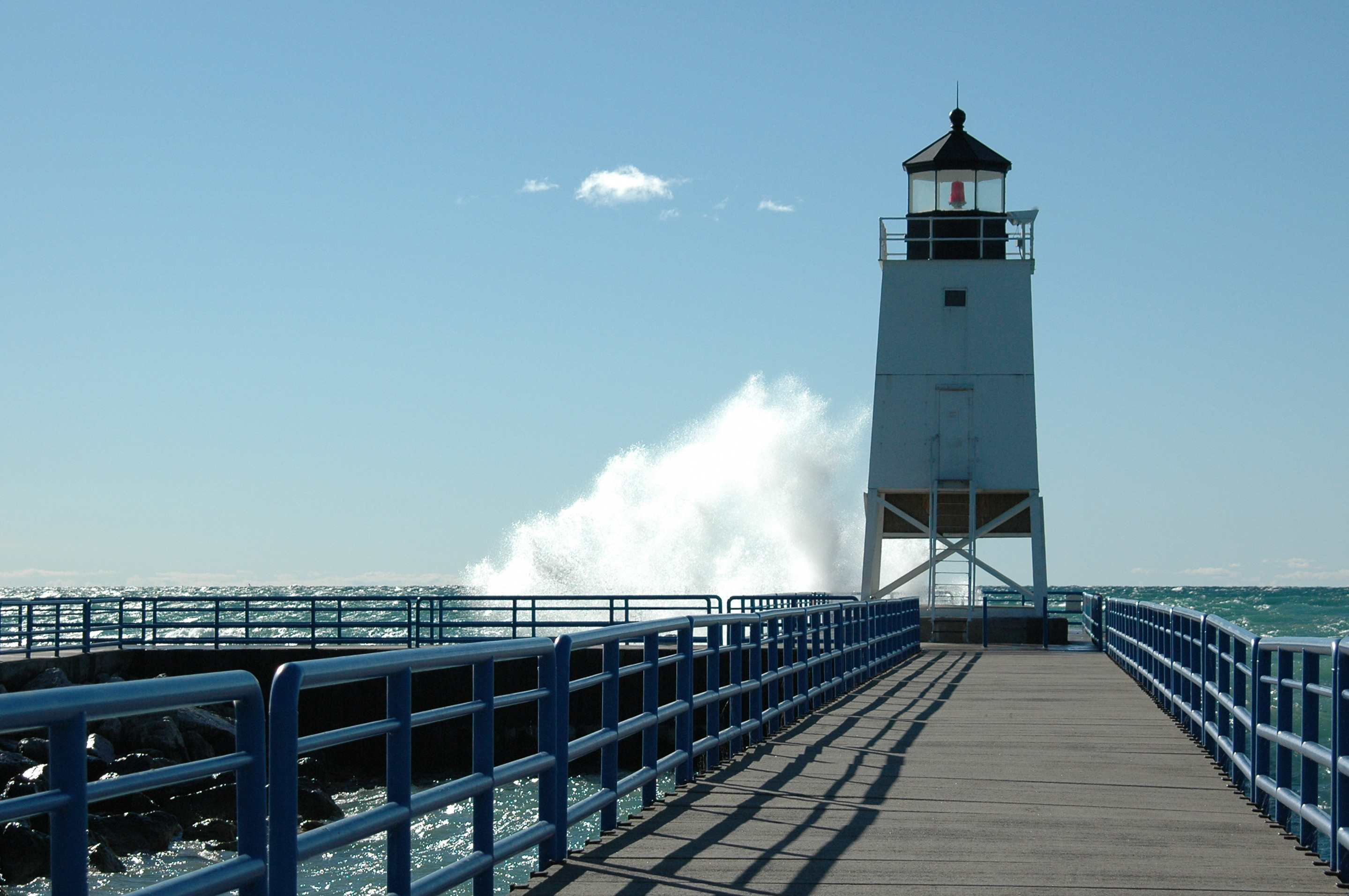
Charlevoiz South Pierhead Light, gelistet im NRHP mit der Nr. 05000346

Nach der Volkszählung im Jahr 2000 lebten im Charlevoix County 26.090 Menschen in 10.400 Haushalten und 7.311 Familien. Die Bevölkerungsdichte betrug 24 Einwohner pro Quadratkilometer. Ethnisch betrachtet setzte sich die Bevölkerung zusammen aus 96,31 Prozent Weißen, 0,17 Prozent Afroamerikanern, 1,54 Prozent amerikanischen Ureinwohnern, 0,23 Prozent Asiaten, 0,09 Prozent Bewohnern aus dem pazifischen Inselraum und 0,41 Prozent aus anderen ethnischen Gruppen; 1,25 Prozent stammten von zwei oder mehr Ethnien ab. 1,04 Prozent der Bevölkerung waren spanischer oder lateinamerikanischer Abstammung.
Von den 10.400 Haushalten hatten 31,8 Prozent Kinder unter 18 Jahren, die bei ihnen lebten. 58,4 Prozent waren verheiratete, zusammenlebende Paare, 8,1 Prozent waren allein erziehende Mütter und 29,8 Prozent waren keine Familien. 25,2 Prozent waren Singlehaushalte und in 10,5 Prozent lebten Menschen im Alter von 65 Jahren oder darüber. Die Durchschnittshaushaltsgröße betrug 2,48 und die durchschnittliche Familiengröße lag bei 2,96 Personen.
25,9 Prozent der Bevölkerung waren unter 18 Jahre alt. 6,5 Prozent zwischen 18 und 24 Jahre, 27,4 Prozent zwischen 25 und 44 Jahre, 25,2 Prozent zwischen 45 und 64 Jahre und 14,9 Prozent waren 65 Jahre oder älter. Das Durchschnittsalter betrug 39 Jahre. Auf 100 weibliche Personen kamen 97,9 männliche Personen. Auf 100 Frauen im Alter von 18 Jahren und darüber kamen statistisch 94,8 Männer.
Das jährliche Durchschnittseinkommen eines Haushalts betrug 39.788 USD, das Durchschnittseinkommen einer Familie 46.260 USD. Männer hatten ein Durchschnittseinkommen von 32.457 USD, Frauen 22.447 USD. Das Prokopfeinkommen betrug 20.130 USD. 5,4 Prozent der Familien und 8,0 Prozent der Bevölkerung lebten unterhalb der Armutsgrenze.

## Orte im County
- Advance
- Barnard
- Bay Shore
- Boulder Park
- Boyne City
- Boyne Falls
- Burgess
- Charlevoix
- Clarion
- East Jordan
- Horton Bay
- Ironton
- Norwood
- Phelps
- Saint James
- Walloon Lake
- Wildwood
- Zenith Heights

Townships
- Bay Township
- Boyne Valley Township
- Chandler Township
- Charlevoix Township
- Evangeline Township
- Eveline Township
- Hayes Township
- Hudson Township
- Marion Township
- Melrose Township
- Norwood Township
- Peaine Township
- Sodus Township
- Springville Township
- Wilson Township